# Спрингер (Њу Мексико)
Спрингер (енгл. Springer) град је у америчкој савезној држави Њу Мексико.

## Демографија
По попису из 2010. године број становника је 1.047, што је 238 (-18,5%) становника мање него 2000. године.
| Група             | 2000.       | 2010.       |
| Белци             | 367 (28,6%) | 354 (33,8%) |
| Афроамериканци    | 0 (0,0%)    | 2 (0,2%)    |
| Азијати           | 0 (0,0%)    | 4 (0,4%)    |
| Хиспаноамериканци | 899 (70,0%) | 678 (64,8%) |
| Укупно            | 1.285       | 1.047       |